# ستان غورتن
ستان غورتن (بالإنجليزية: Stan Gorton)‏ هو لاعب دوري الرغبي أسترالي، ولد في 1946 في كيرنز في أستراليا، وتوفي في 2013 في Millmerran, Queensland ‏ في أستراليا.